# (5327) 1989 EX1
(5327) 1989 EX1 là một tiểu hành tinh vành đai chính. Nó được phát hiện bởi Zdeňka Vávrová ở Đài thiên văn Kleť gần České Budějovice, Cộng hòa Séc, ngày 5 tháng 3 năm 1989.